# Grand Prix moto de Suisse 1949
Le Grand Prix moto de Suisse 1949 est la deuxième manche du Championnat du monde de vitesse moto 1949. La compétition s'est déroulée le 2 au 3 juillet 1949 sur le circuit de Bremgarten. C'est la 19e édition du Grand Prix moto de Suisse et la 1re édition comptant pour le championnat du monde.

## Résultats des 500 cm³
- 21 pilotes au départ - 14 pilotes à l'arrivée

| Pos | Pilote                | Moto       | Temps/Écart       | Points |
| --- | --------------------- | ---------- | ----------------- | ------ |
| 1   | Leslie Graham         | AJS        | 1 h 26 min 14 s 9 | 10+1   |
| 2   | Arciso Artesiani      | Gilera     | + 1 min 21 s 9    | 8      |
| 3   | Harold Daniell (en)   | Norton     | + 1 min 32 s 0    | 7      |
| 4   | Nello Pagani          | Gilera     | + 2 min 15 s 0    | 6      |
| 5   | Freddie Frith         | Velocette  | + 1 tour          | 5      |
| 6   | Gianni Leoni          | Moto Guzzi |                   |        |
| 7   | Ken Bills             | Velocette  |                   |        |
| 8   | Roger Richoz          | Norton     |                   |        |
| 9   | Hans Kaufmann         | Gilera     |                   |        |
| 10  | Georges Cordey        | Norton     |                   |        |
| 11  | Benoit Musy           | Moto Guzzi |                   |        |
| 12  | James William Beevers | Norton     |                   |        |
| 13  | Nandor Puhony         | Gilera     |                   |        |
| 14  | Laszlo Szabo          | Gilera     |                   |        |

## Résultats des 350 cm³
- 21 pilotes à l'arrivée

| Pos | Pilote        | Moto      | Temps             | Points |
| --- | ------------- | --------- | ----------------- | ------ |
| 1   | Freddie Frith | Velocette | 1 h 07 min 06 s 0 | 10 +1  |
| 2   | Leslie Graham | AJS       | + 3 s 9           | 8      |
| 3   | William Doran | AJS       | + 4 s 1           | 7      |
| 4   | Reg Armstrong | AJS       | + 22 s 2          | 6      |
| 5   | Tommy Wood    | Velocette | + 30 s 8          | 5      |
| 6   | Artie Bell    | Norton    |                   |        |

## Résultats des 250 cm³
- 16 pilotes au départ - 12 pilotes à l'arrivée

| Pos | Pilote             | Moto       | Temps             | Points |
| --- | ------------------ | ---------- | ----------------- | ------ |
| 1   | Bruno Ruffo        | Moto Guzzi | 1 h 00 min 07 s 2 | 10     |
| 2   | Dario Ambrosini    | Benelli    | + 39 s 6          | 8      |
| 3   | Fergus Anderson    | Moto Guzzi | + 49 s 1          | 7+1    |
| 4   | Claudio Mastellari | Moto Guzzi | + 49 s 3          | 6      |
| 5   | Benoit Musy        | Moto Guzzi | + 1 min 18 s 6    | 5      |
| 6   | Tommy Wood         | Moto Guzzi |                   |        |

## Résultats des 125 cm³
- 17 pilotes au départ - 15 pilotes à l'arrivée

| Pos | Pilote            | Moto        | Temps          | Points |
| --- | ----------------- | ----------- | -------------- | ------ |
| 1   | Nello Pagani      | Mondial     | 53 min 12 s 4  | 10+1   |
| 2   | Renato Magi       | Moto Morini | + 1 min 53 s 7 | 8      |
| 3   | Celeste Cavaciuti | Mondial     | + 3 min 17 s 0 | 7      |
| 4   | Carlo Ubbiali     | MV Agusta   | + 3 min 18 s 0 | 6      |
| 5   | Umberto Masetti   | Moto Morini | + 3 min 18 s 6 | 5      |
| 6   | Franco Bertoni    | MV Agusta   |                |        |

## Résultats des Sidecars 600 cm³
- 16 équipages à l'arrivée

| Pos | Pilote          | Passager         | Moto   | Temps          | Points |
| --- | --------------- | ---------------- | ------ | -------------- | ------ |
| 1   | Eric Oliver     | Denis Jenkinson  | Norton | 58 min 51 s 0  | 10+1   |
| 2   | Ercole Frigerio | Lorenzo Dobelli  | Gilera | + 49 s 6       | 8      |
| 3   | Hans Haldemann  | Herbert Läderach | Norton | + 50 s 0       | 7      |
| 4   | Jakob Keller    | Ernst Brutschi   | Gilera | + 2 min 20 s 5 | 6      |
| 5   | Albino Milani   | Ezio Ricotti     | Gilera | + 3 min 06 s 7 | 5      |
| 6   | Roland Benz     | Max Hirzel       | BMW    | +3 min 04 s 7  |        |
| 7   | Fritz Mühlemann | Marie Mühlemann  | Norton |                |        |
| 8   | Hans Taveri     | Luigi Taveri     | Norton |                |        |
| 9   | Julius Beer     | ?                | Norton |                |        |
| 10  | Willy Wirth     | ?                | Gilera |                |        |